# خواکین واله
خواکین واله (انگلیسی: Joaquín Valle; ۱۸ آوریل ۱۹۱۶ – ۲۴ دسامبر ۱۹۸۰) بازیکن فوتبال اهل اسپانیا بود.
از باشگاه‌هایی که در آن بازی کرده‌است می‌توان به باشگاه فوتبال اسپانیول و باشگاه فوتبال نیس اشاره کرد.